# Meripilaceae
The Meripilaceae là một họ nấm thuộc bộ Polyporales.

## Chi
- Grifola
- Henningsia
- Hydnopolyporus
- Meripilus
- Physisporinus
- Rigidoporus